# 八立托
八立托（见《释迦院碑记》），又译为不儿脱阿，斡亦剌部人，蒙古帝国贵族，皇室驸马。
据《史集》所载，他是斡亦剌部首领忽都合别乞之孙，脱劣勒赤与成吉思汗女扯扯干公主的次子。自幼性格孱弱，但由于是成吉思汗外孙，斡亦剌贵族之后，被委以重任，娶宗室女一悉基公主为妻，成为“古列坚”（驸马）。1257年夏，为庆贺表兄弟蒙哥汗五十大寿及南征宋朝，在他的夏营地德勒格尔木伦河附近，建寺立碑，即著名的《释迦院碑记》（蒙哥汗碑），汉文碑铭称“奉佛驸马八立托”，以酬谢皇恩，为蒙哥祝寿，并为自身祈福。八立托有两个儿子：兀鲁黑、辛，忽必烈在位时，都供职于元朝朝廷。